# Vichy 80
De Vichy 80 (Frans: les 80 of les quatre-vingts) is de benaming voor de 80 Franse parlementariërs (zowel kamerleden als senatoren) die, na de Franse nederlaag tegen nazi-Duitsland, op 10 juli 1940 weigerden in te stemmen met de opheffing van de Derde Franse Republiek en de stichting van de pro-Duitse vazalstaat État Français (Vichy-Frankrijk) en de toekenning van speciale bevoegdheden aan maarschalk Philippe Pétain, de premier. Echter, de "Vichy 80", waren veruit in de minderheid. Een absolute meerderheid van 569 parlementariërs stemde voor. In totaal 17 parlementariërs onthielden zich van stemming en 27 parlementariërs waren aan boord van de Massilia vanuit Bordeaux naar Algerije gevlucht (21 juni 1940).
| Stemgerechtigde parlementariërs | 649                                             |
| Voorstemmers                    | 569 (vereiste absolute meerderheid 325 stemmen) |
| Tegenstemmers                   | 80 (waarvan 23 senatoren en 57 kamerleden)      |
| Stemonthoudingen                | 169                                             |
| Massilia stemonthoudingen       | 27                                              |
| Niet-stemmenden                 | 1                                               |
| Totaal                          | 846                                             |

## Overzicht van de Vichy 80
| Persoon                     | Kamer                    | Departement         | Partij                   |
| --------------------------- | ------------------------ | ------------------- | ------------------------ |
| Marcel-François Astier      | Senaat                   | Ardèche             | Gauche Démocratique      |
| Jean-Fernand Audeguil       | Kamer van Afgevaardigden | (Gironde            | SFIO                     |
| Vincent Auriol              | Kamer van Afgevaardigden | Haute-Garonne       | SFIO                     |
| Alexandre Bachelet          | Senaat                   | Seine               | SFIO                     |
| Vincent Badie               | Kamer van Afgevaardigden | Hérault             | PRS                      |
| Camille Bedin               | Kamer van Afgevaardigden | Dordogne            | SFIO                     |
| Émile Bender                | Senaat                   | Rhône               | Gauche Démocratique      |
| Jean Biondi                 | Kamer van Afgevaardigden | Oise                | SFIO                     |
| Léon Blum                   | Kamer van Afgevaardigden | Aude                | SFIO                     |
| Laurent Bonnevay            | Kamer van Afgevaardigden | Rhône               | Radicaux Indépendants    |
| Paul Boulet                 | Kamer van Afgevaardigden | Hérault             | Gauche Indépendante      |
| Georges Bruguier            | Senaat                   | Gard                | SFIO                     |
| Séraphin Buisset            | Kamer van Afgevaardigden | Isère               | SFIO                     |
| Gaston Cabannes             | Kamer van Afgevaardigden | Gironde             | SFIO                     |
| François Camel              | Kamer van Afgevaardigden | Ariège              | SFIO                     |
| Pierre de Chambrun          | Senaat                   | Lozère              | PDP                      |
| Auguste Champetier de Ribes | Senaat                   | Basses-Pyrénées     | PDP                      |
| Pierre Chaumié              | Senaat                   | Lot-et-Garonne      | Gauche Démocratique      |
| Arthur Chaussy              | Kamer van Afgevaardigden | Seine-et-Marne      | SFIO                     |
| Joseph Collomp              | Kamer van Afgevaardigden | Var                 | SFIO                     |
| Octave Crutel               | Kamer van Afgevaardigden | Seine-Inférieure    | PRS                      |
| Achille Daroux              | Kamer van Afgevaardigden | Vendée              | PRS                      |
| Maurice Delom-Sorbé         | Kamer van Afgevaardigden | Basses-Pyrénées     | Gauche Indépendante      |
| Joseph Depierre             | Senaat                   | Rhône               | SFIO                     |
| Marx Dormoy                 | Senaat                   | Allier              | SFIO                     |
| Alfred Elmiger              | Kamer van Afgevaardigden | Rhône               | Gauche Indépendante      |
| Paul Fleurot                | Senaat                   | Seine               | Gauche Démocratique      |
| Émile Fouchard              | Kamer van Afgevaardigden | Seine-et-Marne      | UPF                      |
| Édouard Froment             | Kamer van Afgevaardigden | Ardèche             | SFIO                     |
| Paul Giaccobi               | Senaat                   | Corsica             | Gauche Démocratique      |
| Justin Godart               | Senaat                   | Rhône               | Gauche Démocratique      |
| Félix Gouin                 | Kamer van Afgevaardigden | Bouches-du-Rhône    | SFIO                     |
| Henri Gout                  | Kamer van Afgevaardigden | Aude                | PRS                      |
| Louis Gros                  | Senaat                   | Vaucluse            | SFIO                     |
| Amédée Guy                  | Kamer van Afgevaardigden | Haute-Savoie        | SFIO                     |
| Jean Hennessy               | Kamer van Afgevaardigden | Alpes-Maritimes     | Gauche Indépendante      |
| Lucien Hussel               | Kamer van Afgevaardigden | Isère               | SFIO                     |
| André Isoré                 | Kamer van Afgevaardigden | Pas-de-Calais       | PRS                      |
| Eugène Jardon               | Kamer van Afgevaardigden | Allier              | UPF                      |
| Jean-Alexis Jaubert         | Kamer van Afgevaardigden | Corrèze             | PRS                      |
| Claude Jordery              | Kamer van Afgevaardigden | Rhône               | SFIO                     |
| François Labrousse          | Senaat                   | Corrèze             | Gauche Démocratique      |
| Albert La Bail              | Kamer van Afgevaardigden | Finistère           | PRS                      |
| Joseph Lecacheux            | Kamer van Afgevaardigden | Manche              | Radicaux Indépendants    |
| Victor Le Gorgeu            | Senaat                   | Finistère           | Gauche Démocratique      |
| Justin Luquot               | Kamer van Afgevaardigden | Gironde             | SFIO                     |
| Augustin Malroux            | Kamer van Afgevaardigden | Tarn                | SFIO                     |
| Gaston Manent               | Kamer van Afgevaardigden | Hautes-Pyrénées     | PRS                      |
| Alfred Margaine             | Kamer van Afgevaardigden | Marne               | PRS                      |
| Léon Martin                 | Kamer van Afgevaardigden | Isère               | SFIO                     |
| Robert Mauger               | Kamer van Afgevaardigden | Loir-et-Cher        | SFIO                     |
| Jean Mendiondou             | Kamer van Afgevaardigden | Basses-Pyrénées     | PRS                      |
| Jules Moch                  | Kamer van Afgevaardigden | Hérault             | SFIO                     |
| Maurice Montel              | Kamer van Afgevaardigden | Cantal              | Gauche Indépendante      |
| Léonel de Moustier          | Kamer van Afgevaardigden | Doubs               | Républicain Indépendante |
| Marius Moutet               | Kamer van Afgevaardigden | Drôme               | SFIO                     |
| René Nicod                  | Kamer van Afgevaardigden | Ain                 | UPF                      |
| Louis Nogouères             | Kamer van Afgevaardigden | Pyrénées-Orientales | SFIO                     |
| Jean Odin                   | Senaat                   | Gironde             | Gauche Démocratique      |
| Joseph Paul-Boncour         | Senaat                   | Loir-et-Cher        | USR                      |
| Jean Perrot                 | Kamer van Afgevaardigden | Finistère           | PRS                      |
| Georges Pézières            | Senaat                   | Pyrénées-Orientales | SFIO                     |
| André Philip                | Kamer van Afgevaardigden | Rhône               | SFIO                     |
| Marcel Plaisant             | Senaat                   | Cher                | Gauche Démocratique      |
| François Tanguy-Prigent     | Kamer van Afgevaardigden | Finistère           | SFIO                     |
| Paul Ramadier               | Kamer van Afgevaardigden | Aveyron             | USR                      |
| Joseph-Paul Rambaud         | Senaat                   | Ariège              | Gauche Démocratique      |
| René Renoult                | Senaat                   | Var                 | Gauche Démocratique      |
| Léon Roche                  | Kamer van Afgevaardigden | Haute-Vienne        | SFIO                     |
| Camille Rolland             | Senaat                   | Rhône               | Gauche Démocratique      |
| Jean-Louis Rolland          | Kamer van Afgevaardigden | Finistère           | SFIO                     |
| Joseph Rous                 | Kamer van Afgevaardigden | Pyrénées-Orientales | SFIO                     |
| Jean-Emmanuel Roy           | Kamer van Afgevaardigden | Gironde             | PRS                      |
| Henry Sénès                 | Senaat                   | Var                 | SFIO                     |
| Philippe Serre              | Kamer van Afgevaardigden | Meurthe-et-Moselle  | Gauche Indépendante      |
| Paul Simon                  | Kamer van Afgevaardigden | Finistère           | PDP                      |
| Gaston Thiébaut             | Kamer van Afgevaardigden | Meuse               | PRS                      |
| Isidore Thivrier            | Kamer van Afgevaardigden | Allier              | SFIO                     |
| Pierre Trémintin            | Kamer van Afgevaardigden | Finistère           | PDP                      |
| Michel Zunino               | Kamer van Afgevaardigden | Var                 | SFIO                     |

| Partij                                                       | Aantal tegenstemmers |
| ------------------------------------------------------------ | -------------------- |
| Section Française de l'Internationale Ouvrière (socialisten) | 36                   |
| Parti Démocrate Populaire (christendemocraten)               | 4                    |
| Parti Républicain, Radical et Radical-Socialiste (liberalen) | 13                   |
| Union Populaire Française (communisten/linkse socialisten)   | 3                    |
| Républicain Indépendant (republikeinse conservatieven)       | 1                    |
| Gauche Indépendante (centrumlinks)                           | 6                    |
| Gauche Démocratique (centrum)                                | 13                   |
| Radicaux Indépendants (centrumrechts)                        | 2                    |
| Union Socialiste Républicaine (sociaaldemocraten)            | 2                    |

## Verwijzingen
1. ↑  President van Frankrijk 1947-1954
2. ↑  Premier van Frankrijk 1936-1937, 1938 en 1946-1947
3. ↑  Voorzitter van de Voorlopige Regering in 1946
4. ↑  Premier van Frankrijk in 1947